# A través de tus ojos
A través de tus ojos és una pel·lícula dramàtica argentina del 2006, dirigida per Rodrigo Fürth.

## Acció
La pel·lícula tracta sobre Lito i Nilda que viatgen a Nova York durant la crisi econòmica de l'Argentina. Sempre ha estat el somni de la Nilda, per això, a cegues, diu que sí. Abans de marxar, la Nilda es sotmet a una revisió mèdica i se li posa una dieta estricta, però quan arriben a Nova York, la Nilda es nega a seguir la dieta i acaba a l'hospital. Ara Lito està tot sol a Nova York i coneix un costat fosc de "La Gran Poma".

## Repartiment
- Adriana Aizemberg - Nilda
- José Soriano - Lito
- Davis Burgos - Ricky
- Jannette Clemenceau - Greta
- Marcos Dubuch - Perú
- Miguel Angel Porro - Chango
- Sandra Rodríguez - Sara

## Premis i Nominacions
- Premis Cóndor de Plata 2007: en aquesta edició fou nominada al millor actor (José Soriano), a la Millor actriu de repartiment (Adriana Aizemberg) i a la millor dissenyadora de vestuari (Sandra Fink)[2]
- XIII Mostra de Cinema Llatinoamericà de Lleida: va guanyar els premis al millor protagonista masculí (José Soriano) i a la millor pel·lícula,[3]
- Festival de Cinema Llatí de Miami: premi al millor actor (Pepe Soriano).[4]